# Lasioglossum subrubsectum
Lasioglossum subrubsectum är en biart som beskrevs av Fan och Ebmer 1992. Lasioglossum subrubsectum ingår i släktet smalbin, och familjen vägbin. Inga underarter finns listade i Catalogue of Life.